# Coast Mountain Bus Company
Coast Mountain Bus Company (CMBC) ist ein Busunternehmen, das in der kanadischen Stadt Vancouver und in zahlreichen Vororten tätig ist. Es ist gänzlich im Besitz von TransLink, der Verkehrsgesellschaft des Greater Vancouver Regional District. Das Unternehmen wurde 1999 gegründet und beschäftigt 5.200 Mitarbeiter, davon ca. 3.350 Busfahrer. Der Hauptsitz befindet sich in Surrey. CMBC betreibt insgesamt über 1.300 Busse.
Das Unternehmen ist für einen Großteil des Busverkehrs in der Region Greater Vancouver verantwortlich, mit Ausnahme der Stadt West Vancouver, die mit West Vancouver Blue Bus einen eigenen Busbetrieb besitzt, und drei Subunternehmern, die Zubringerlinien anbieten. Es verkehren insgesamt 201 Buslinien, darunter der Oberleitungsbus Vancouver mit 13 Linien, zwölf Nachtbuslinien und drei Expresslinien. CMBC befördert täglich ca. 700.000 Fahrgäste. Alle Busse sind behindertengerecht ausgestattet. Neufahrzeuge werden in Niederflurbauweise beschafft, die älteren Hochflurfahrzeuge sind mit Rollstuhlliften ausgerüstet. Als Besonderheit sind alle Busse mit Fahrradträgern an der Front ausgestattet, die bei Bedarf ausgeklappt werden können.
Die SeaBus-Fähre über den Burrard Inlet gehört ebenfalls zum Angebot von CMBC und befördert täglich bis zu 21.000 Fahrgäste.

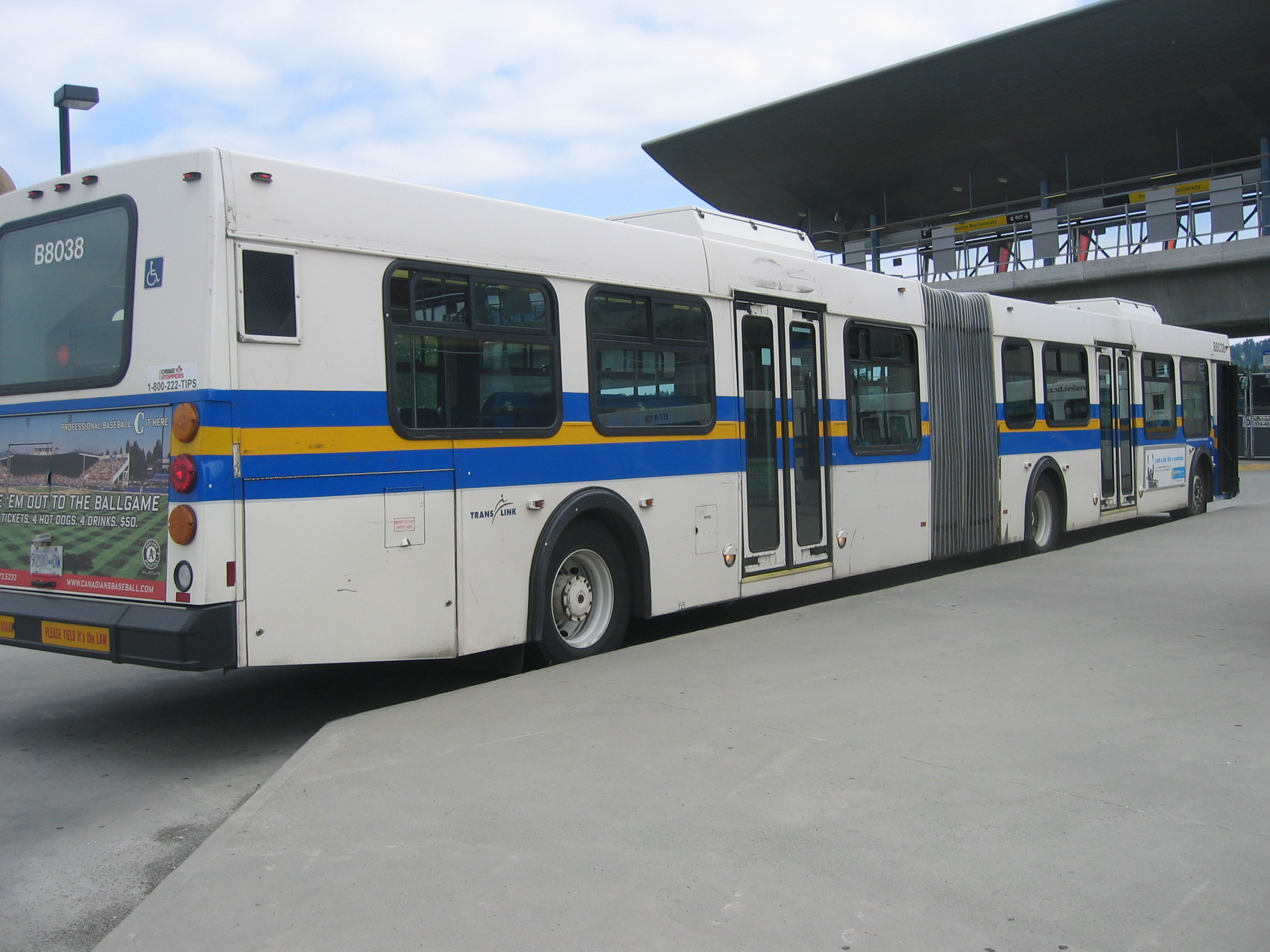
Gelenkbus in Burnaby
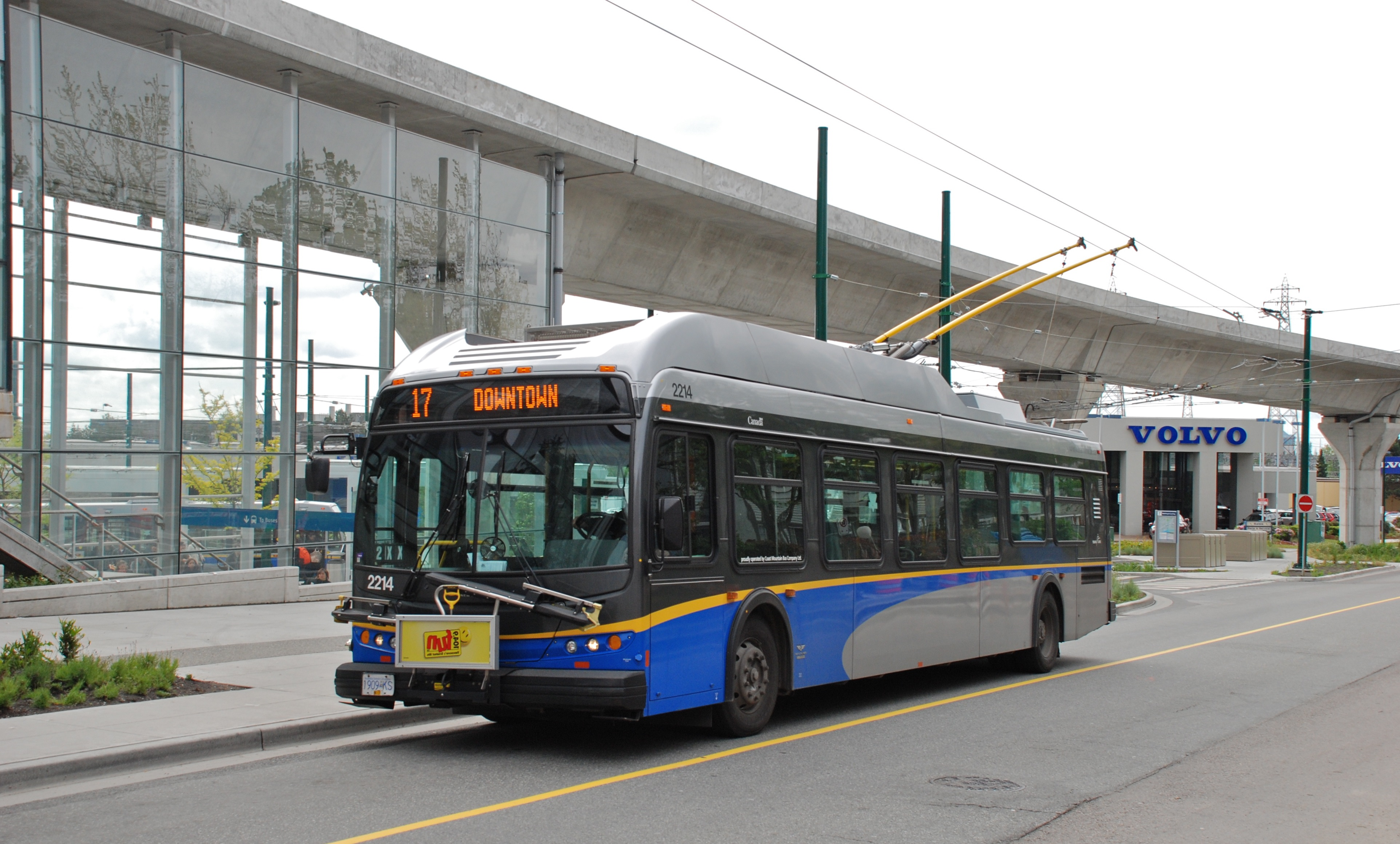
Trolleybus neben dem SkyTrain Station „Marine Drive“, in Vancouver
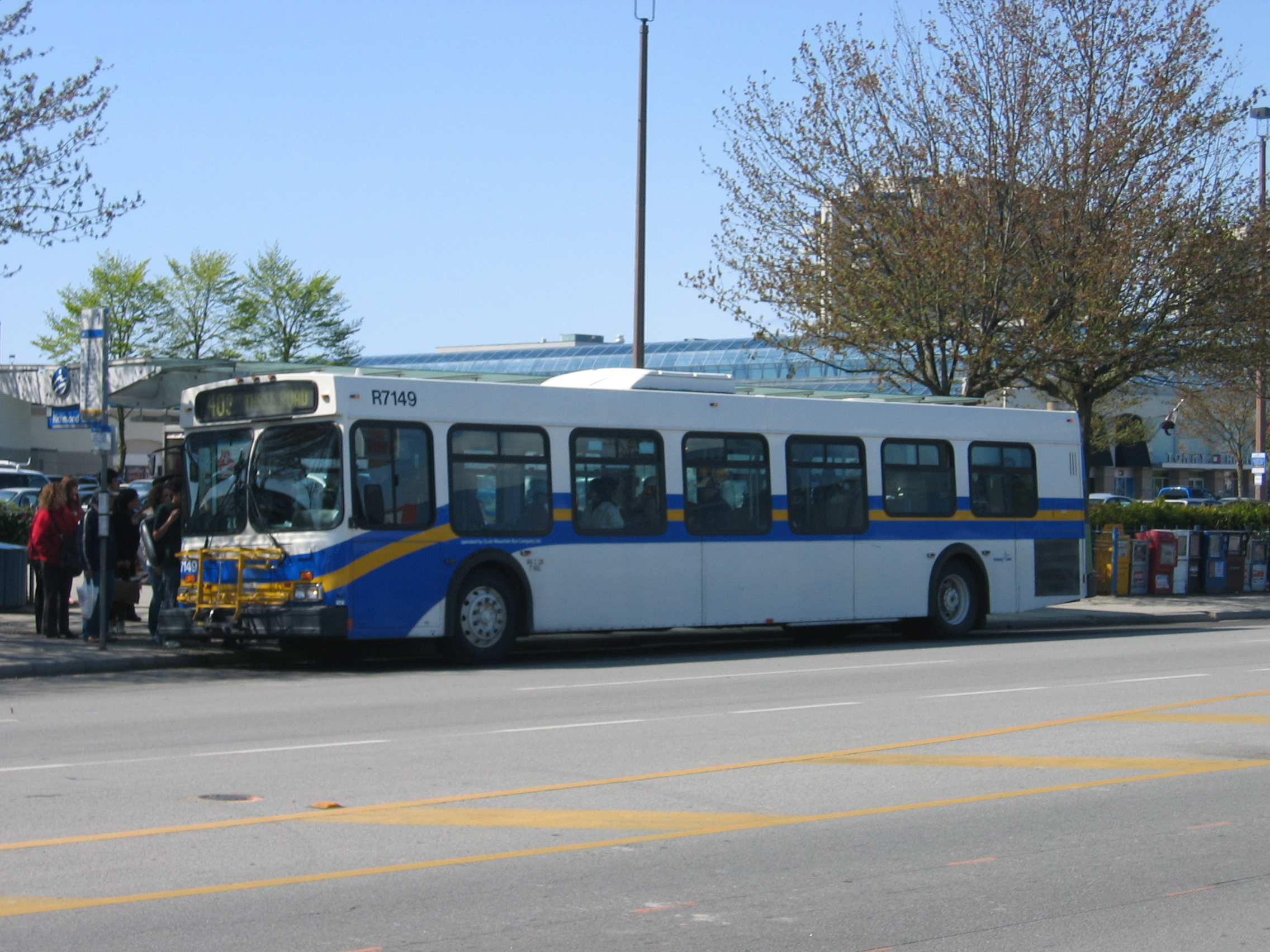
Bus in Richmond
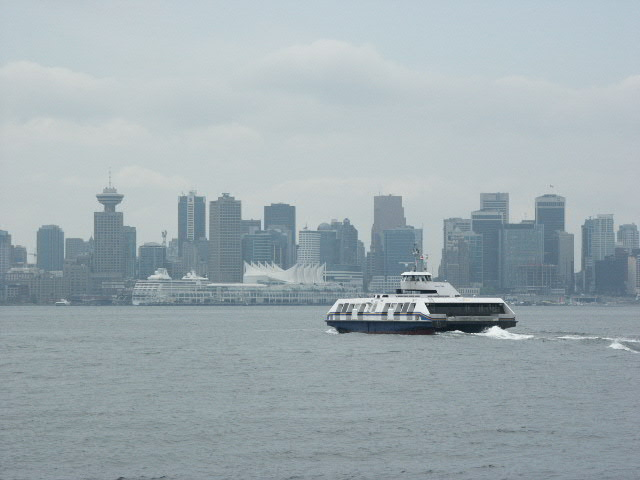
SeaBus-Fähre auf dem Burrard Inlet